# Six Feet Down Under Part II
Six Feet Down Under Part II è il terzo EP del gruppo musicale statunitense Metallica, pubblicato il 15 novembre 2010 dalla Universal Records.

## Descrizione
Pubblicato esclusivamente per i mercati australiani e neozelandesi, si tratta della seconda parte di Six Feet Down Under EP e contiene otto brani estratti da alcuni concerti tenuti dal gruppo tra settembre ed ottobre 2010. Le canzoni sono state scelte dai fan che risiedevano in Australia e in Nuova Zelanda su invito del gruppo.

## Tracce
1. Blackened – 6:27
2. Ride the Lightning – 7:10
3. The Four Horsemen – 5:20
4. Welcome Home (Sanitarium) – 6:23
5. Master of Puppets – 8:24
6. ...And Justice for All – 9:08
7. Fade to Black – 7:33
8. Damage, Inc. – 5:25

## Formazione
- James Hetfield – chitarra, voce
- Lars Ulrich – batteria
- Kirk Hammett – chitarra, cori
- Robert Trujillo – basso, cori